# Гліноєцьк (гміна)
Гміна Гліноєцьк (пол. Gmina Glinojeck) — місько-сільська гміна у центральній Польщі. Належить до Цехановського повіту Мазовецького воєводства.
Станом на 31 грудня 2011 у гміні проживало 8166 осіб.

## Площа
Згідно з даними за 2007 рік площа гміни становила 153.49 км², у тому числі:
- орні землі: 58.00%
- ліси: 32.00%

Таким чином, площа гміни становить 14.44% площі повіту.

## Населення
Станом на 31 грудня 2011:
| Опис     | Загалом | Загалом | Чоловіки | Чоловіки | Жінки | Жінки |
| -------- | ------- | ------- | -------- | -------- | ----- | ----- |
| одиниця  | осіб    | %       | осіб     | %        | осіб  | %     |
| все      | 8166    | 100     | 4067     | 49.80    | 4099  | 50.20 |
| міське   | 3168    | 100     | 1536     | 48.48    | 1632  | 51.52 |
| сільське | 4998    | 100     | 2531     | 50.64    | 2467  | 49.36 |

## Сусідні гміни
Гміна Гліноєцьк межує з такими гмінами: Бабошево, Ойжень, Рацьонж, Сохоцин, Стшеґово, Цеханув.